# Julia Navarro
Julia Navarro (Madrid, 8 de octubre de 1953) es una periodista y escritora española.

## Trayectoria periodística y literaria
Dedicó más de 35 años de su vida al periodismo, aunque, convertida en una novelista de éxito, ya no lo ejerce. Ha trabajado en los principales medios de comunicación del país, desde una cadena
Cadena SER o Cadena COPE, así como TVE, donde presentó junto a Pilar Cernuda el programa de entrevistas Centros de poder, Telecinco, Canal Sur o Agencia OTR/Europa Press entre otros. También es reconocida por haber formado parte de los emblemáticos "Desayunos del Ritz" con otras periodistas de la época. Estas reuniones le permitieron entrevistarse con líderes políticos que de otra forma no aceptarían una entrevista con una periodista mujer. 
Empezó su carrera profesional cuando la Transición Española daba sus primeros pasos. Siempre ha relatado con entusiasmo la época periodística que le tocó vivir al tener que realizar el análisis continuo de la evolución social hacia una Constitución. Desde entonces ha sido y es reconocida como una prestigiosa periodista política.
Analista política de la Agencia OTR/Europa Press, publica en su sección en línea Escaño Cero artículos políticos de opinión. Además, en 2010-2011 colaboró en el programa de televisión de tertulia política Madrid opina en Telemadrid.
Empezó tarde a escribir ficción y "casi por una casualidad". "En las vacaciones de verano, mientras supervisaba a su hijo pequeño, que fácilmente podía pasar horas disfrutando de la costa española, Navarro comenzó a dedicar un importante tiempo a la lectura. 'Para aprovechar el tiempo, leí prácticamente todo, hasta los obituarios de los diarios y de la lectura de un obituario nació mi primera novela'".
Se trataba de la La Hermandad de la Sábana Santa, que publicó en 2004 y se convirtió de inmediato en un éxito tanto nacional como internacional: fue editada en más de 30 países. Los libros que le siguieron también fueron bestsellers: con ellos ha venido más de un millón de ejemplares.
Aunque a menudo para caracterizar su obra se dice que escribe novelas históricas, ella no está de acuerdo y dice rebelarse ante esa definición que hacen de ella: "Yo me rebelo cuando dicen que escribo novela histórica. Hay otros escritores donde de verdad el peso de la historia es muy importante. Lo que pasa es que tengo una obsesión por que los escenarios a los que subo a mis personajes estén bien construidos, respondan al momento histórico que están viviendo, y a la documentación le dedico mucho tiempo. Pero para mí la historia sólo es un escenario, no quiero contarla; lo que me interesan son los personajes".

## Vida personal
Hija del periodista Felipe Navarro, Yale, ha confesado que hubiera querido ser bailarina: "estudió ballet hasta los 17 años y quiso irse a alguna escuela fuera de España, pero sus padres le dijeron que no".
Terminó periodismo y contrajo matrimonio con su colega Fermín Bocos el 16 de abril de 1983. La pareja tiene un hijo y Julia confiesa que su esposo es su primer lector: “Es mi marido y la persona de quien más me fío”.
Asegura que "se levanta a las 4 o 5 de la mañana, y trabaja hasta las 9. Luego hace yoga, sale a caminar junto a su perro, y después de almorzar se instala a escribir de nuevo".
Sobre su éxito, comenta: "Yo no despego los pies del suelo. Me he dedicado demasiados años al periodismo y he visto a mucha gente creerse que estaba en la cima y luego caer, de manera que sé que el éxito es algo que se escapa con mucha facilidad de las manos. Mi vida no ha cambiado por vender novelas. Tengo los mismos amigos, vivo en la misma casa y hago las mismas cosas que hacía".

## Obra

### Libros periodísticos
- Nosotros, la transición, Temas de Hoy, Madrid, 1995
- 1982-1996, entre Felipe y Aznar, Temas de Hoy, Madrid, 1996
- La izquierda que viene, Espasa-Calpe, Madrid 1998
- Señora presidenta, Plaza y Janés, Barcelona, 1999
- El nuevo socialismo: la visión de José Luis Rodríguez Zapatero, Temas de Hoy, Madrid, 2001

### Novelas
- La Hermandad de la Sábana Santa, Plaza y Janes, Barcelona, 2004
- La Biblia de barro, Plaza y Janés, 2005
- La sangre de los inocentes, Plaza y Janés, 2007
- Dime quién soy, Plaza y Janés, 2010
- Dispara, yo ya estoy muerto, Plaza y Janés, 2013[8]
- Historia de un canalla, Plaza y Janés, 2016
- Tú no matarás, Plaza & Janés, 2018[9]
- De ninguna parte, Plaza y Janés, 2021[10]
- Una historia compartida, Penguin Random House, 2023
- El niño que perdió la guerra, Plaza y Janés, 2024

### Adaptaciones al cine y la televisión
- Dime quién soy. Serie de TV para Movistar+ (2020)

## Premios y reconocimientos
- Premio Quéleer a la mejor novela española de 2004 por La Hermandad de la Sábana Santa[11]
- Premio Quéleer a la mejor novela española de 2005 por La Hermandad de la Sábana Santa[11]
- Premio Ciudad de Cartagena 2004
- Premio Ciudad de Córdoba 2004
- Premio Pluma de Plata de La Feria del Libro de Bilbao 2005
- Premio Protagonistas 2005, categoría Literatura
- Premio de los lectores de las librerías Crisol 2005
- Premio Más que Música de los Libros 2006
- Premio a la Mujer Más Admirada 2013 (revista Mujerhoy)
- Premio CEDRO 2018[12][13]